# Ennomins
Els ennomins (Ennominae) són una subfamílies dels lepidòpters ditrisis, la més gran de la família dels geomètrids (Geometridae), amb unes 9.700 espècies descrites distribuïdes en 1.100 gèneres.
Normalment són papallones bastant petites però hi ha excepcions. Aquesta subfamília té una distribució cosmopolita. Inclou algunes erugues defoliants dels conreus. L'estatus d'algunes tribus és discutit.

## Principals espècies europees

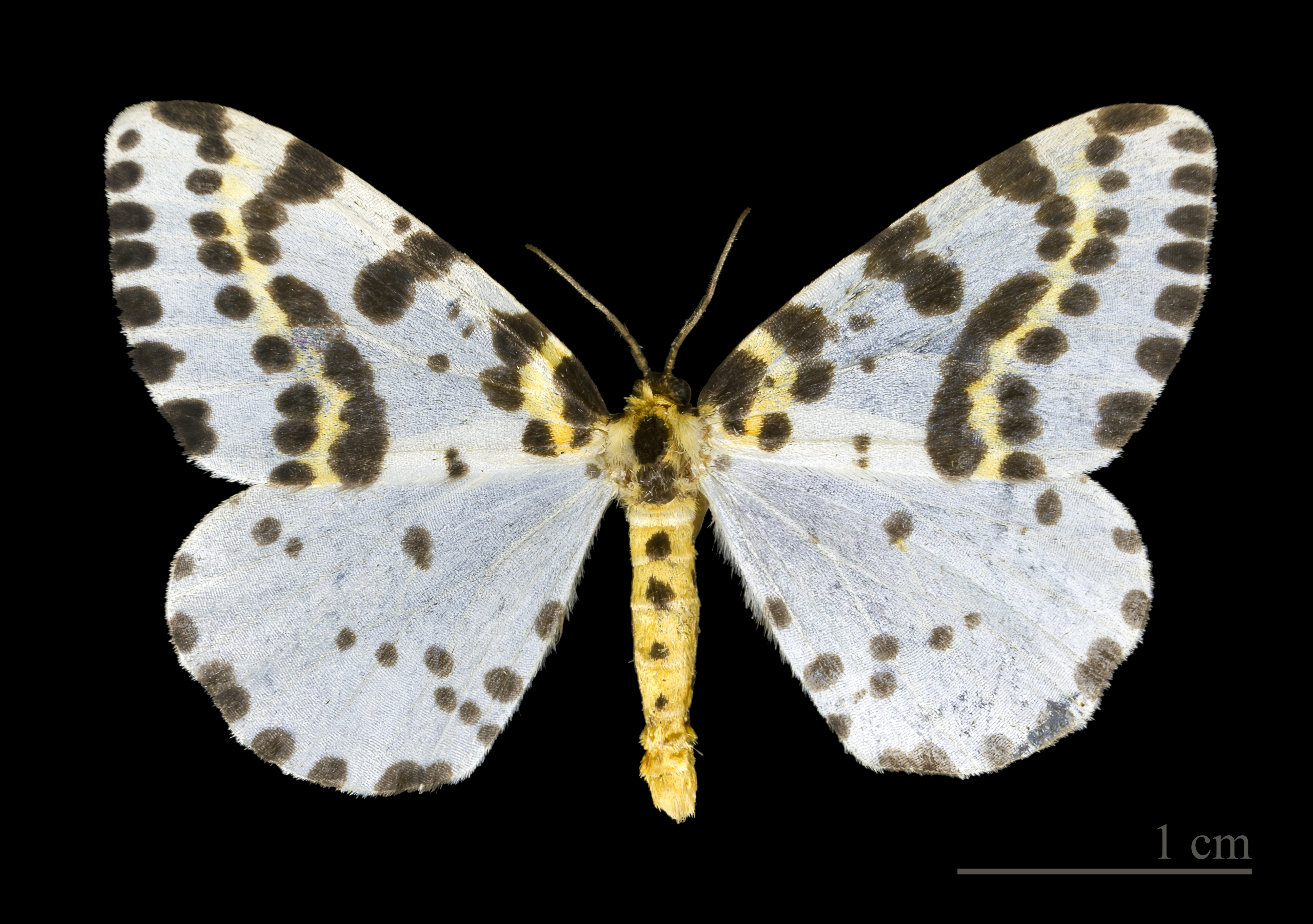
Abraxas grossulariata

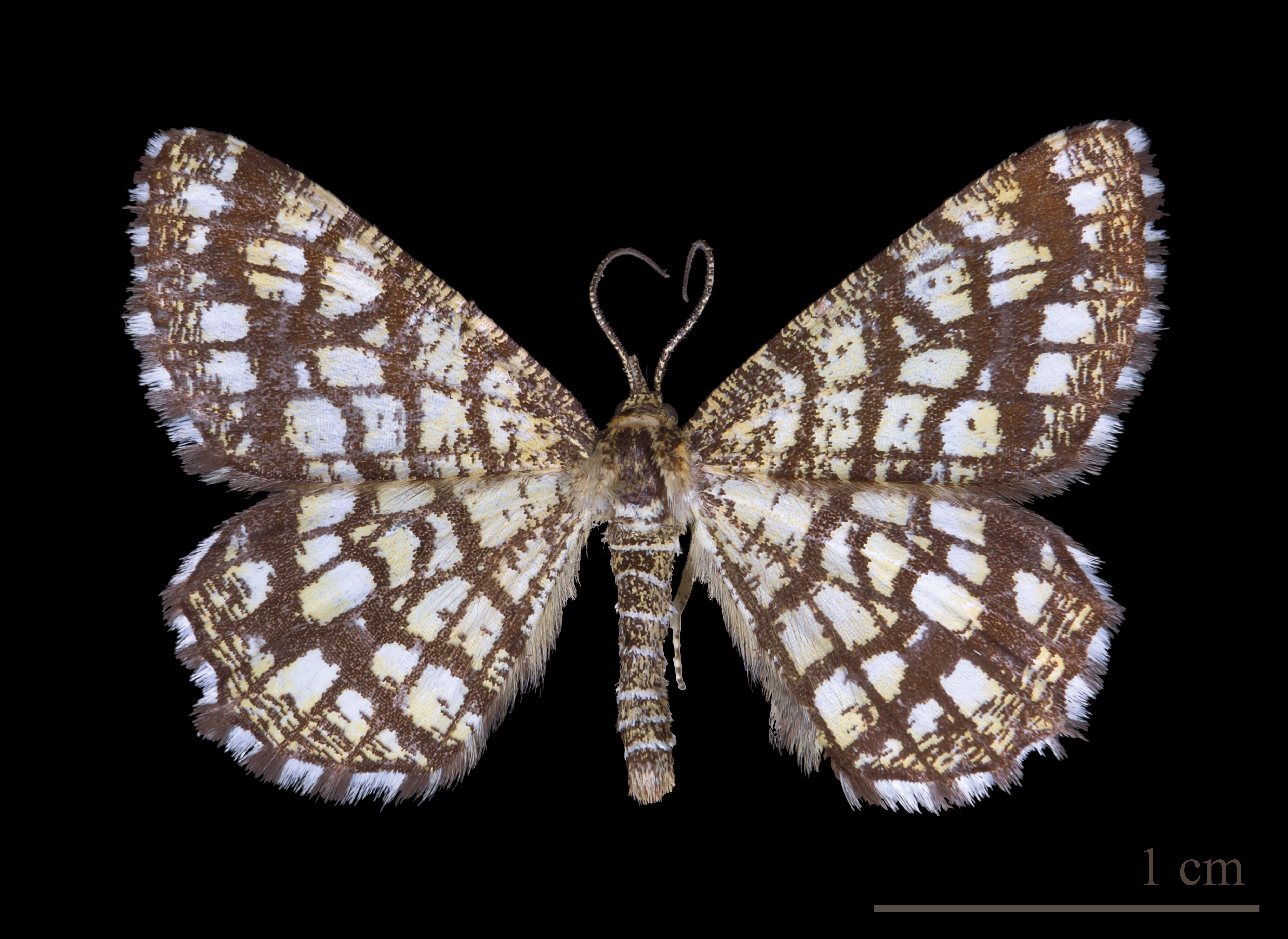
Chiasmia clathrata

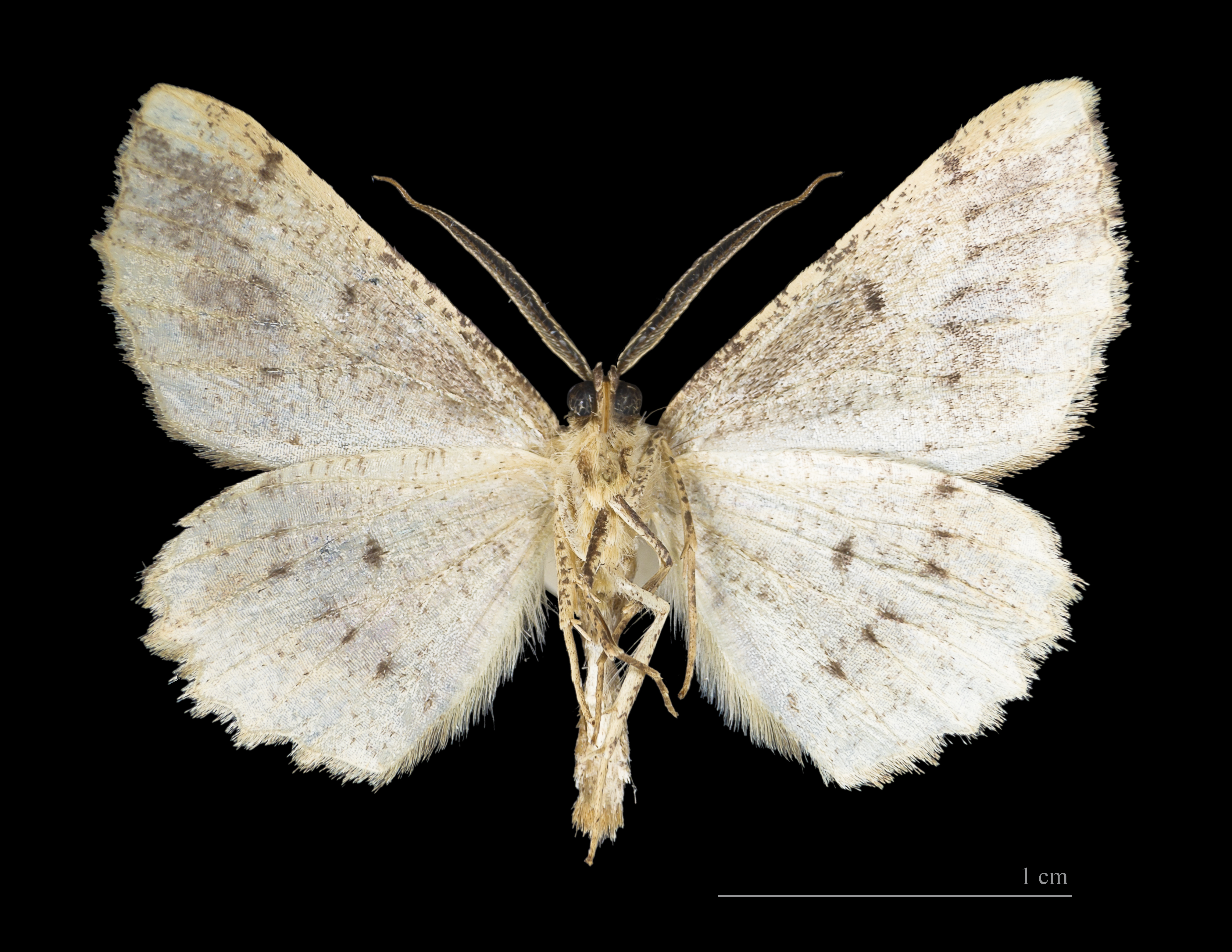
Menophra abruptaria - ♂

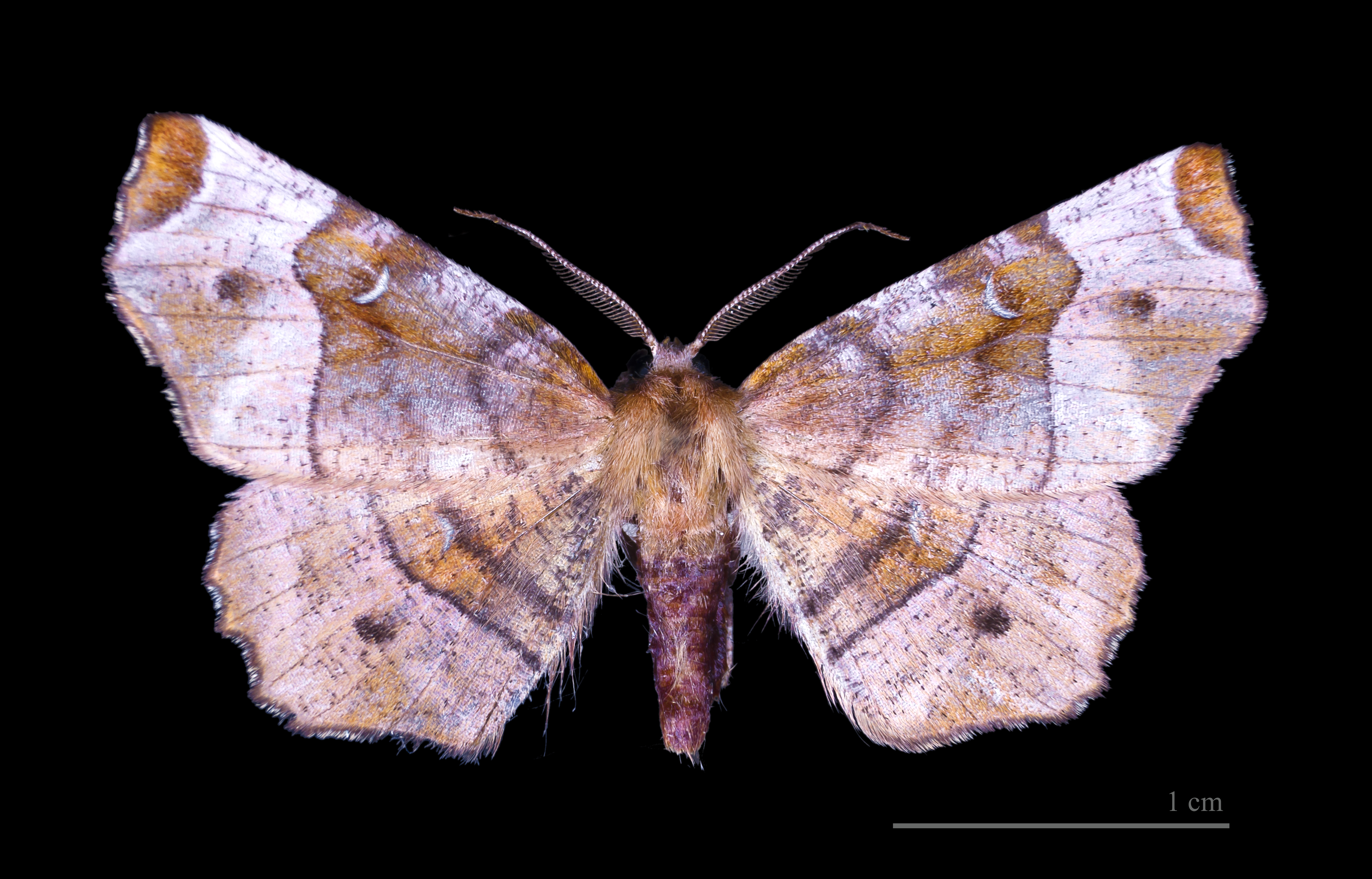
Selenia tetralunaria

- Abraxas
  - Abraxas grossulariata
- Adactylotis
  - Adactylotis contaminaria
- Aethalura
  - Aethalura punctulata
- Agriopis
  - Agriopis aurantiaria
  - Agriopis bajaria
  - Agriopis leucophaearia
  - Agriopis marginaria
- Alcis
  - Alcis maculatus
  - Alcis repandatus
- Aleucis
  - Aleucis distinctata
- Angerona
  - Angerona prunaria
- Apeira
  - Apeira syringaria
- Apocheima
  - Apocheima hispidaria
  - Apocheima pilosaria
- Apochima
  - Apochima flabellaria
- Arichanna
  - Arichanna melanaria
- Artiola
  - Artiora evonymaria
- Ascotis
  - Ascotis selenaria
- Aspitates
  - Aspitates gilvaria
- Athroolopha
  - Athroolopha chrysitaria
- Bichroma
  - Bichroma famula
- Biston
  - Biston betularia
  - Biston strataria
- Bupalus
  - Bupalus piniaria -
- Cabera
  - Cabera exanthemata
  - Cabera pusaria
- Calamodes
  - Calamodes occitanaria
- Calospilos
  - Calospilos pantarius
  - Calospilos sylvatus
- Campaea
  - Campaea honoraria
  - Campaea margaritata
- Cepphis
  - Cepphis advenaria
- Charissa
  - Charissa ambiguata
  - Charissa mucidarius
  - Charissa variegata
- Chiasmia
  - Chiasmia clathrata
- Cleora
  - Cleora cinctaria
- Cleorodes
  - Cleorodes lichenaria
- Colotois
  - Colotois pennaria
- Crocallis
  - Crocallis elinguaria
- Crocota
  - Crocota peletieraria
- Deileptenia
  - Deileptenia ribeata
- Dicrognophos
  - Dicrognophos sartatus
- Ectropis
  - Ectropis crepuscularia
- Ematurga
  - Ematurga atomaria
- Enconista
  - Enconista miniosaria
- Ennomos
  - Ennomos alniarius
  - Ennomos erosarius
  - Ennomos quercarius
  - Ennomos quercinarius
- Epione
  - Epione paralellaria
  - Epione repandaria
- Erannis
  - Erannis defoliaria
- Eurranthis
  - Eurranthis plummistaria
- Glacies
  - Glacies coracina
- Gnophos
  - Gnophos furvatus
- Gonodella
  - Godonella aestimaria
- Hylaea
  - Hylaea fasciaria
- Hypomecis
  - Hypomecis punctinalis
  - Hypomecis roboraria
- Hypoxystis
  - Hypoxystis pluviaria
- Isturgia
  - Isturgia limbaria
- Itame
  - Itame vincularia
  - Itame wauaria
- Ligdia
  - Ligdia adustata
- Lomaspilis
  - Lomaspilis marginata
- Lomographa
  - Lomographa bimaculata
  - Lomographa temerata
- Lycia
  - Lycia florentina
  - Lycia hirtaria
  - Lycia pomonaria
  - Lycia zonaria
- Macaria (gènere)
- Megalycinia
  - Megalycinia serraria
- Menophra
  - Menophra abruptaria
- Nychiodes
  - Nychiodes obscuraria
- Odontognophos
  - Odontognophos dumetatus
- Odontopera
  - Odontopera bidentata
- Opisthograptis
  - Opisthograptis luteolata
- Ourapteryx
  - Ourapteryx sambucaria
- Pachycnemia
  - Pachycnemia hippocastanaria
- Parectropis
  - Parectropis similaria
- Perconia
  - Perconia strigillaria
- Peribatodes
  - Peribatodes rhomboidaria
  - Peribatodes secundaria
  - Peribatodes umbraria
- Petrophora
  - Petrophora chlorosata
  - Petrophora convergata
  - Petrophora narbonea
- Plagodis
  - Plagodis dolabraria
  - Plagodis pulveraria
- Pseudopanthera
  - Pseudopanthera macularia
- Psodos
  - Psodos quadrifaria
- Puengeleria
  - Puengeleria capreolaria
- Selenia
  - Selenia dentaria
  - Selenia lunularia
  - Selenia tetralunaria
- Selidosema
  - Selidosema brunnearium
  - Selidosema taeniolarium
- Semiaspilates
  - Semiaspilates ochrearius
- Semiothisa
- Siona
  - Siona lineata
- Stegania
  - Stegania trimaculata
- Tephrina
  - Tephrina murinaria
- Tephronia
  - Tephronia oranaria
- Theria
  - Theria primaria
  - Theria rupicapraria